# Vela als Jocs Olímpics d'estiu de 1908 - 12 metres

12 metres

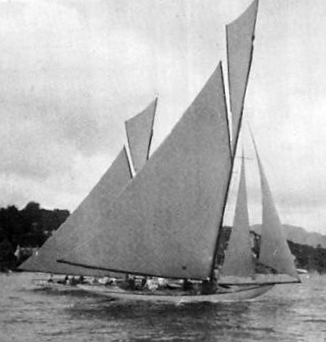
LHera en una de les regates

Els 12 metres va ser una de les quatre proves de vela que es van disputar al camp de regates de Ryde durant els Jocs Olímpics de Londres de 1908. Hi van prendre part 20 navegants repartits ens dos vaixells, tots britànics. Es disputà entre l'11 i el 12 d'agost de 1908.

## Normativa
La competició constava de tres regates i el vencedor era l'embarcació que aconseguia més victòries. Si cada regata era guanyada per un vaixell diferent s'atorgaven tres, dos i un punt segons la posició aconseguida (1r, 2n i 3r), mentre a partir de la quarta posició no es rebia cap punt; sent el vencedor final el vaixell amb més punts. Si es mantenia l'empat s'havia de disputar una regata extra entre els vaixells implicats per decidir la posició final.

## Resultats finals
L'Hera guanyà les dues regates i la medalla d'or.
| Pos.   | Vaixell                | Tripulació | Victòries | Punts Totals | 1a regata | 1a regata  | 1a regata | 2a regata | 2a regata  | 2a regata |
| Pos.   | Vaixell                | Tripulació | Victòries | Punts Totals | Pos.      | Temps      | Punts     | Pos.      | Temps      | Punts     |
| ------ | ---------------------- | --- | --------- | ------------ | --------- | ---------- | --------- | --------- | ---------- | --------- |
| Or     | Hera · Regne Unit      | Thomas Glen-Coats Arthur Downes Henry Downes John Buchanan David Dunlop John Mackenzie Gerald Tait James Bunten Albert Martin John Aspin                              | 2         | 6            | 1r        | 3h 19' 41" | 3         | 1r        | 4h 47' 40" | 3         |
| Argent | Mouchette · Regne Unit | Charles MacIver Charles R. MacIver James Baxter William Davidson James Spence Thomas Littledale John Jellico Colin McLeod Robertson John Graham Kenion J. A. Gardiner | 0         | 4            | 2n        | 3h 21' 21" | 2         | 2n        | 4h 48' 42" | 2         |